# Lone Star (Texas)
Lone Star é uma cidade localizada no estado norte-americano de Texas, no Condado de Morris.

## Demografia
Segundo o censo norte-americano de 2000, a sua população era de 1631 habitantes.
Em 2006, foi estimada uma população de 1601, um decréscimo de 30 (-1.8%).

## Geografia
De acordo com o United States Census Bureau tem uma área de
5,1 km², dos quais 5,1 km² cobertos por terra e 0,0 km² cobertos por água. Lone Star localiza-se a aproximadamente 141 m acima do nível do mar.

## Localidades na vizinhança
O diagrama seguinte representa as localidades num raio de 28 km ao redor de Lone Star.